# حاجی‌های انباردار چه دینی دارند؟
حاجی‌های انبار دار چه دینی دارند؟  نام کتابی است از احمد کسروی که در مهرماه ۱۳۲۴ توسط انتشارات پیمان به چاپ رسیده‌است.

## شرح داستان
این داستان گفتگویی است میان چهار دوست که حول اندیشه‌های کسروی می‌گذرد. در این کتاب کسروی به انحرافات شیعه می‌پردازد و سعی در خرافه زدایی از میان اندیشه‌های شیعه دارد. گرچه مطالبی که او می‌گوید به گفتهٔ جعفر در اسلام و احادیث و قرآن آمده‌است، اما قشر روحانیون با مطرح کردن پاره‌ای از خرافات، به گفتهٔ احمد، اثر این نکات را خنث می‌کنند. همچنین او به انتقادهایی که از خودش توسط روحانیون انجام شده اشاره می‌کند. روی سخن او بیشتر با جماعت بازاری است که ظاهراً به دین متدین هستند و اعمال شرعی روزانه همانند نماز و روزه و گذاشتن ریش و غیره را به جا می‌آورند اما از طریق ایجاد بازار سیاه سعی در کسب پول بیشتر دارند و مال اندوزی می‌کنند و از درآمد به دست آمده به مکان‌های زیارتی سفر می‌کنند. حال آنکه جماعتی از مردم در فقر و گرسنگی بوده و آسیب‌های زیادی را از این طریق تجربه می‌کنند.

## شخصیت‌ها
احمد، باقر، علی و جعفر، چهار تنی هستند که گفتگو میان آنها رخ می‌دهد. احمد کتاب‌های کسروی را خوانده و قرابتی با او دارد و جعفر با دیدهٔ منفی و تعصب شدید به اسلام به اندیشه‌های او می‌نگرد. 
در این میان علی دیدگاهی معتدل دارد و سعی در فهم اندیشه‌های کسروی از طریق احمد می‌کند.